# Ширинки (вулкан)
Ширинки, или Анциферова — действующий вулкан, расположенный на одноимённом острове, состоящий в архипелаге Курильских островов, входящих в состав Северо-Курильского района Сахалинской области, Россия. На отечественных и зарубежных картах указывается японское название вулкана — яп. 志林規島 (Shirinki).
Вулкан Анциферова — стратовулкан, высотой 747 метров. Расположен в 15 км к западу от полуострова Фусса острова Парамушир.
Вулканическая активность не зафиксирована в историческое время. Вулкан состоит преимущественно из андезитов. Вулкан находится в центре острова, кратер состоит из 2 лавовых конусов. Остатки старого конуса вулкана расположен на востоке острова и покрыты застывшими пирокластическими потоками.